# 프런티어 (지리학)
프런티어(frontier)는 경계 근처 또는 경계 너머의 정치적, 지리적 영역이다. 프론티어는 '프론트'(front)라고도 한다. 이 용어는 15세기 프랑스어에서 유래되었으며 "국경지", 즉 한 나라가 다른 나라에 맞서는 지역을 의미한다(변경 문서 참고). 경계와 달리 가장 일반적인 의미에서 프런티어는 모호하게 해석될 수 있다. 예를 들어, 1800년대 미국 동부와 옛 서부 사이의 프런티어는 유럽계 미국인 정착지가 점차 줄어들고 아메리카 원주민 정착지나 무인지로 자리를 내준 지역이었다. 캘리포니아와 다양한 대도시가 동부와 연결되는 땅이 생기기 전에 인구가 거주했기 때문에 프런티어는 항상 하나의 연속된 지역이 아니었다.

## 같이 보기
- 변경
- 군정국경지대
- 서역신강